# Antonio Lepore
Antonio Lepore (Benevento, 30 gennaio 1897 – Benevento, 31 dicembre 1974) è stato un politico italiano.

## Biografia
Residente a Benevento, di professione avvocato, è stato senatore della Repubblica della Democrazia Cristiana dalla I alla IV legislatura della Repubblica Italiana.
Viene eletto nel collegio di Cerreto-San Bartolomeo in Galdo, e diventa subito Segretario Provinciale del Partito Democristiano. Nel 1915 viene chiamato alla presidenza diocesana della Azione Cattolica, verso la fine di questo stesso anno si presenta come al fronte come soldato semplice di fanteria e successivamente come ufficiale durante la Grande guerra, che combatterà fino alla fine nel 1918. Tornato a casa decide così di intraprendere la carriera universitaria laureandosi come Avvocato, si riavvicina all'Azione Cattolica e poco più che ventenne aderisce al Partito Popolare.
Nella sua città organizza con l'onorevole Bosco Lucarelli il movimento sindacale democratico cristiano, e dirige per 5 anni il giornale L'Agricoltore. Durante la sua vita ricopre inoltre gli incarichi come deputato provinciale del Sannio, come vicepresidente del consorzio Alto Calore, come componente del Consiglio provinciale scolastico di Benevento, e come presidente dell'Associazione Provinciale dei Comuni.
La sua morte è ricordata dal suo conterraneo e compagno di partito Cristoforo Ricci nella 403ª Seduta Parlamentare il 20 febbraio 1975 descrivendo la sua vita: 'caratterizzata da tre fondamentali virtù: una fede incrollabile nei supremi valori della religione cattolica, testimoniati nella pratica della vita sia privata sia pubblica; un'aspirazione struggente a concorrere alla redenzione ed al progresso della popolazione della provincia di Benevento; una milizia coerente nel Partito popolare prima e nella Democrazia cristiana poi, non incrinata neppure dalla dittatura fascista.’